# Thác Ba Tầng (Đắk Nông)
Thác Ba Tầng là tên gọi chung cho một hệ thống thác nước liên tiếp nhau trên sông Đắk Nông ở vùng đất xã Quảng Thành thành phố Gia Nghĩa tỉnh Đăk Nông .
Thác còn gọi là Thác Cửa Thần. Thác có tên là thác Ba Tầng bởi vì khi dòng nước chảy đên đây phải chảy qua 3 tầng thác mới đổ xuống lòng suối ở phía dưới.
Trên một chiều dài khoảng 40 m là 3 thác nước nối tiếp nhau. Thác Một cao 1,5 m, cách đó 20 m là tầng thác Hai cao 2 m, tầng thác Ba là thác chính lớn nhất của cụm thác, có độ cao hơn 20 m. Xung quanh đó là rừng cây với nhiều cây cổ thụ, những bãi đất trống rộng rãi có thể là địa điểm cắm trại lý tưởng cho du khách.
Thác nằm cách thị xã Gia Nghĩa, tỉnh lỵ của Đăk Nông khoảng 7 km phía bắc theo quốc lộ 14 đi Buôn Ma Thuột.

## Sông Đắk Nông
Sông Đắk Nông là dòng sông chính chảy qua Gia Nghĩa, và là tên hình thành tên huyện tên tỉnh.
Sông bắt nguồn từ sườn tây nam dải núi Nâm Nung 12°14′55″B 107°41′49″Đ / 12,248616°B 107,696846°Đ, chảy hướng tây nam, sau đó là hướng nam qua Gia Nghĩa. Sau đó sông Đắk Nông tiếp nhận dòng Đăk R'ti và đổ vào sông Đồng Nai.11°53′18″B 107°39′42″Đ / 11,888469°B 107,661621°Đ
Trên thượng nguồn sông Đắk Nông còn có Thác Lưu Ly 12°13′42″B 107°41′04″Đ / 12,228204°B 107,684544°Đ ở xã Nâm N'Jang huyện Đắk Song, cũng là một điểm tham quan hấp dẫn.